# Große Steine (Thölstedt)
De Große Steine bij Thölstedt (ook wel Große Steine am Fehlenberge genoemd) is vermoedelijk een ganggraf. Het staat bekend onder Sprokhoff nummer 953. Het neolithische bouwwerk werd opgericht tussen 3500 en 2800 en wordt toegeschreven aan de Trechterbekercultuur.
Het hunebed ligt in het natuurgebied Wildeshauser Geest in Nedersaksen aan de straat naar Thölstedt. Het ligt ten zuiden van de Bundesautobahn 1 op ongeveer 400 meter ten zuidoosten van de brug over de Aue. Het is onderdeel van de Straße der Megalithkultur.

## Kenmerken
Het bouwwerk is ongeveer 10,5 meter lang en 2 meter breed. De kamer is oost-west georiënteerd en ligt nog gedeeltelijk in de dekheuvel. Van de kransstenen is geen enkele bewaard gebleven. Zeven draagstenen zijn nog goed te zien. Vier dekstenen zijn zichtbaar, daarvan zijn twee gebroken. De overige draagstenen missen. Oorspronkelijk zijn er zes of zeven geweest. 
In 1896 werden nog 16 stenen geteld, de grootste was 2,3 bij 2 meter groot. Er zijn nog geen opgravingen uitgevoerd. Aan de overkant van de straat ligt een zwerfsteen. In de omgeving liggen ook de hunebedden met Sprockhoff-nummer 977 (Schmeersteine) en Sprockhoff-Nr. 976 (Mühlensteine).

## Weblinks
- Beschreibung und Bilder
- Beschreibung Grundriss und Bilder
- Visbek Navigator: auf die Großen Steine fokussierter amtl. LGLN bequellter Kartendienst